# 구토반사
구토반사(嘔吐反射, gag reflex) 또는 구역반사(嘔逆反射), 구역질반사, 인두반사(咽頭反射, pharyngeal reflex)는 인후부 뒷쪽의 수축에 의하여 이물이 들어오는 것을 저지하는 반사 작용이다. 이로써 질식 등을 저지할 수 있게 된다. 구토반사는 혓뿌리나 연구개 등의 접촉에 의하여 일어난다. 구토반사는 이른바 다중연접반사의 일종이다. 다중연접반사의 특징은 의도적으로 억누를 수 있고 또는 훈련을 통하여 없앨 수 있다. 이러한 까닭에 폭식증 환자나 대식증 환자 가운데 구토반사가 없는 경우도 있다.

## 같이 보기
- 구토